# 5-Bromindol
5-Bromindol ist eine chemische Verbindung aus der Gruppe der Indole.

## Gewinnung und Darstellung
5-Bromindol kann durch mehrstufige Reaktion gewonnen werden. Indol wird zunächst mit Natriumsulfit oder Kaliumsulfit umgesetzt. Dadurch wird 2-Indolsulfonsäure als Salz erhalten. Durch Reaktion einem geeigneten Acylierungsmittel wird eine Chloracetylgruppe eingeführt. Durch Reaktion mit elementarem Brom wird dann das 5-Bromindol erhalten.

## Eigenschaften
5-Bromindol ist ein beiger Feststoff.

## Verwendung
5-Bromindol wird als Zwischenprodukt zur Herstellung anderer chemischer Verbindungen, zum Beispiel in Position 4 und 5 substituierte Derivate von Indolin, verwendet.